# Le Spectacle de Noël
Le Spectacle de Noël (The Christmas Pageant) est un téléfilm de Noël américain réalisé par David S. Cass Sr. et diffusé le 11 décembre 2011 sur Hallmark Channel et en France le 20 décembre 2012 sur M6.

## Fiche technique
- Titre original : The Christmas Pageant
- Réalisation : David S. Cass Sr. (en)
- Scénario : Mark Valenti (en)
- Photographie : James W. Wrenn
- Musique : Nathan Wang
- Durée : 85 minutes

## Distribution
- Melissa Gilbert (VF : Béatrice Bruno) : Vera Parks
- Robert Mailhouse (en) (VF : Patrick Borg) : Jack Harmon
- Candice Azzara : Ethel Clark
- Edward Herrmann : Garrett Clark
- Lennon Wynn : Kristin Harmon
- Alex Hyde-White (VF : Georges Caudron) : Le maire Noah Humphrey
- Kate Flannery (VF : Marie-Christine Robert) : Beverly Simmons
- Jennifer Hall (en) : Anita Corning
- Brendan Patrick Connor (VF : Jacques Bouanich) : Eddie Fleming
- Gary Hershberger (VF : Philippe Valmont) : Zach Wilson
- Audrey Wasilewski : Sherry Gumm
- Steve Lawrence : Peter
- Charlene Amoia (en) : Margaret
- C. Stephen Browder : George
- Cokey Falkow : Alan Maxwell
- Natalie Garza (de) : Paige
- Samantha Sergeant : Mindi Brace
- Gloria Gifford (VF : Isabelle Leprince) : Rebecca McCulloch
- Richard Portnow (VF : Michel Ruhl) : Leo Brenner